# Anti-State Justice
Anti-State Justice (en grec : Αντικρατική Δικαιοσύνη / Antikratiki Dikaiosini) est une organisation anarchiste qui a mené des attaques contre des cibles politiques à Athènes, en Grèce .
Anti-State Justice revendique la responsabilité de trois attentats à la bombe de janvier 2006 à février 2006  La première attaque a eu lieu le 3 janvier, quand l'organisation a attaqué trois cibles : deux voitures et un bureau du parti politique de centre droit Nouvelle Démocratie. La deuxième attaque a eu lieu le 23 janvier 2006, quand l'organisation a visé un bureau de poste grecque et un bureau de Nouvelle Démocratie. La dernière a eu lieu le 7 février, une bombe incendiaire a été lancée dans une banque à Athènes, endommageant l'ATM. L'action a été menée à l'appui de Giannis Dimitrakis, actuellement en prison en attente de jugement pour vol à main armée, un membre présumé du  groupe anarchiste Thieves in Black.
D'autres attaques du groupe ont ciblé des véhicules appartenant au maire de Therissos, un diplomate finlandais et une succursale de la Banque Nationale. Bien que personne n'ait été blessé, les attaques ont causé des dommages importants aux biens.

## Source de la traduction
- (en) Cet article est partiellement ou en totalité issu de l’article de Wikipédia en anglais intitulé « Anti-State Justice » (voir la liste des auteurs).